# Kropywnia (rejon horoszowski)
Kropywnia (ukr. Кропивня) – wieś na Ukrainie, w obwodzie żytomierskim, w rejonie horoszowskim. W 2001 roku liczyła 738 mieszkańców.